# Alma Persson
Alma Persson, född 26 december 1860 i Allerums församling i Malmöhus län, död 21 juni 1955 i Högalids församling i Stockholm, var en svensk folkskollärare, feminist och rösträttskämpe.
Almas föräldrar var skomakaren Per Persson och barnmorskan Else Persson (Andersdotter). Hon var lärare i folkskolan i Mariestad 1887, i Lidköpings elementarskola för flickor 1888 och i folkskolan i Hudiksvall från 1889.
Hon var politiskt aktiv, dels inom  Landsföreningen för kvinnans politiska rösträtt (LKPR), där hon representerade hudiksvallsföreningen i centralstyrelsen dels i lokalpolitiken, där hon var stadsfullmäktig för det frisinnade partiet samt medlem av Hudiksvalls skolråd och fattigvårdsstyrelse. År 1911 var hon sekreterare i hudiksvallsföreningen av LFKPR och år 1912 var hon också ordförande där.